# Сулковиці (Краківський повіт)
Сулковиці (пол. Sułkowice) — село в Польщі, у гміні Івановиці Краківського повіту Малопольського воєводства.
Населення — 396 осіб (2011).
У 1975-1998 роках село належало до Краківського воєводства.

## Демографія
Демографічна структура станом на 31 березня 2011 року:
|          | Загалом | Допрацездатний вік | Працездатний вік | Постпрацездатний вік |
| -------- | ------- | ------------------ | ---------------- | -------------------- |
| Чоловіки | 196     | 44                 | 132              | 20                   |
| Жінки    | 200     | 46                 | 110              | 44                   |
| Разом    | 396     | 90                 | 242              | 64                   |